# Лаура Бетті
Лаура Бетті (італ. Laura Betti; 1 травня 1927, Казалеккіо-ді-Рено — 31 липня 2004, Рим) — італійська акторка.

## Біографія
Справжнє прізвище — Тромбетті (італ. Trombetti). Починала як актриса кабаре, джазова співачка. До 25-ти років була визнана зіркою римських кабаре. Перший раз вона з'явилася на екрані у «Солодкому житті» (співачка, 1960, реж. Федеріко Фелліні). Лауру Бетті познайомив з великим режисером і поетом П'єром Паоло Пазоліні письменником Альберто Моравіа. Бетті виявилася єдиною жінкою, яка підкорила серце Пазоліні і залишилася його близьким другом на все життя. Завдяки Пазоліні до Лаури Бетті прийшла акторська слава. У новелі з фільму «РоГоПаГ» (1962) Бетті яскраво зіграла навіжену кінозірку. За роль служниці Емілії, звабленої загадковим візитером, у фільмі — притчі «Теорема» (1970), вона отримала Кубок Вольпі за найкращу жіночу роль на Венеційському кінофестивалі. Знімалася в невеликих ролях і в інших фільмах Пазоліні. Після звірячого вбивства П'єра Паоло Пазоліні в 1975 році вона стала берегинею його пам'яті, автором присвячених йому фільмів і книги.
Знімалася у фільмах видатних кіномитців: Роберто Росселліні, Марко Беллоккьо, Міклоша Янчо, Етторе Скола, Аньєс Варда, Жан-Марі Штрауба, Маріо Монічеллі. Грала і в комерційному кіно у режисерів Жака Дере, Маріо Бава. Роль Лаури Бетті була цілком вирізана з «Останнього танго в Парижі» (1972, реж. Бернардо Бертолуччі). Однак, режисер дав зіграти Бетті одну з її найважливіших ролей в кінобіографії — Регіну, жорстоку фашистку з маніакальними нахилами, у знаменитій кіноепопеї «ХХ століття / Novecento» (1976). Серед найкращих ролей виділяється — зрадниця Естер у фільмі режисерів братів Тавіані «Аллонзанфан / Allonsenfan» (1974). У наступні роки актриса грала переважно невеликі ролі. З 1960-х років і до останніх днів активно займалася літературною діяльністю і політикою.
Лаура Бетті стала — лідером для літературних і політичних течій марксистського напрямку в Італії .

## Фільмографія
- 1956 — Noi siamo le colonne
- 1960 — Labbra rosse
- 1960 — La dolce vita
- 1960 — Era notte a Roma
- 1963 — РоГоПаГ / Ro.Go.Pa.G. — епізод «Овечий сир» (1963)
- Il mondo di notte numero 3 (1963)
- 1967 — Відьми / Le streghe — епізод «Земля, побачена з Місяця»
- 1967 — Цар Едіп / Edipo re
- Fermate il mondo... voglio scendere! (1968)
- 1968 — Каприз по-італійськи / Capriccio all'italiana — епізод «Хмари — це що?»
- 1968 — Теорема / Teorema
- 1969 — Свинарник / Porcile
- Il rosso segno della follia (1969)
- Sledge (A Man Called Sledge) (1970)
- Reazione a catena (1971)
- 1972 — Кентерберійські оповідання / I racconti di Canterbury
- La banda J. e S. cronaca criminale del Far West (1972)
- Nel nome del padre (1972)
- 1972 — Останнє танго в Парижі / Ultimo tango a Parigi
- Sbatti il mostro in prima pagina (1972)
- Sepolta viva (1973)
- Allonsanfan (1974)
- La cugina (1974)
- Fatti di gente perbene (1974)
- La ragazza con gli stivali rossi (1974)
- Paulina s'en va (1975)
- L'ultimo giorno di scuola prima delle vacanze di Natale (1975)
- Vizi privati, pubbliche virtù (1976)
- Novecento (1976)
- La gang del parigino (1977)
- La nuit, tous les chats sont gris (1977)
- Morti sospette (1978)
- Viaggio con Anita (1978)
- Il piccolo Archimede (1979)
- La luna (1979)
- Le ali della colomba (1981)
- Loin de Manhattan (1982)
- Il mondo nuovo (1982)
- La fuite en avant (1983)
- Ars amandi (1983)
- Retenez-moi... ou je fais un malheur! (1984)
- Rapporti di classe (1984)
- Tutta colpa del Paradiso (1985)
- Mamma Ebe (1985)
- Corps et biens (1986)
- L'estate impura (1987)
- Caramelle da uno sconosciuto (1987)
- Jenatsch (1987)
- I cammelli (1988)
- Jane B. par Agnès V. (1988)
- Le rose blu (1989)
- Courage Mountain (1990)
- Le champignon des Carpathes (1990)
- Donne di piacere (1990)
- Caldo soffocante (1991)
- Segno di fuoco (1990)
- Il grande cocomero (1993)
- La ribelle (1993)
- Mario, Maria e Mario (1993)
- Con gli occhi chiusi (1994)
- Un eroe borghese (1995)
- I magi randagi (1996)
- Marianna Ucrìa (1997)
- Un air si pur... (1997)
- E insieme vivremo tutte le stagioni (1999)
- L'amore era una cosa meravigliosa (1999)
- A mia sorella! (2001)
- Fratella e sorello (2002)
- Il diario di Matilde Manzoni (2002)
- Gli astronomi (2003)
- La felicità non costa niente (2003)
- Il quaderno della spesa (2003)
- Raul — Diritto di uccidere (2005)

## Джерело
- Лаура Бетті на сайті IMDb (англ.)
- Сторінка в інтернеті [Архівовано 25 жовтня 2009 у Wayback Machine.] (італ.)